# Воломское сельское поселение
Во́ломское сельское поселение — муниципальное образование в Муезерском районе Республики Карелия Российской Федерации.
Административный центр — посёлок Волома.

## Население
| 2009 | 2010  | 2012  | 2013 | 2014 | 2015 | 2016 |
| ---- | ----- | ----- | ---- | ---- | ---- | ---- |
| 1194 | ↘1038 | ↘1016 | ↘980 | ↘968 | ↘910 | ↘885 |
| 2017 | 2018  | 2019  | 2020 | 2021 | 2023 |      |
| ↘854 | ↘845  | ↘811  | ↘769 | ↘665 | ↘614 |      |

## Населённые пункты
В сельское поселение входят 2 населённых пункта:
| № | Населённый пункт | Тип населённого пункта | Население |
| - | ---------------- | ---------------------- | --------- |
| 1 | Волома           | посёлок                | ↘961      |
| 2 | Сонозеро         | станция                | ↘19       |